# فرودگاه فورت مک‌کی/هورایزن
فرودگاه فورت مک‌کی/هورایزن (به انگلیسی: Fort MacKay/Horizon Airport) یک فرودگاه خصوصی با کد یاتا HZP است که یک باند فرود آسفالت دارد و طول باند آن ۱٬۸۲۹ متر است. این فرودگاه در کشور کانادا قرار دارد و در ارتفاع ۲۷۹ متری از سطح دریا واقع شده است.

## شرکت‌های هواپیمایی و مقصدهای پروازی
| شرکت‌های هواپیمایی | مقصدهای پروازی  |
| ----------------- | --------------- |
| Canadian North    | چارتر: ادمونتون |